# NGC 3805
NGC 3805 és una galàxia lenticular situada a uns 330 milions d'anys llum de distància a la constel·lació de Lleó. La galàxia va ser descoberta per astrònom William Herschel el 25 d'abril de 1785. NGC 3805 és un membre del cúmul de Lleó.